# 西部女性會館站
西部女性會館站（：／ Seobu-yeoseong-hoegwan yeok */?）是仁川地鐵2號線沿線的一座地下車站，位於韓國仁川廣域市西區石南洞。

## 車站結構
站體為2面2線側式月台的地下車站，候車月台設有月台幕門，並有2處出口。

### 月台配置
| 石南 ↑     |
| \| 上      |
| ↓ 仁川佳佐 |

| 月台 | 路線               | 目的地       |
| ---- | ------------------ | ------------ |
| 上行 | ●仁川都市铁道2号线 | 黔丹梧柳方向 |
| 下行 | ●仁川都市铁道2号线 | 雲宴方向     |

## 歷史
- 2016年7月30日：落成啟用[1]。

## 車站周邊
- 仁川市西部女性會館（朝鲜语：인천광역시 서부여성회관）
- 佳佐2洞郵局
- 仁川保健高校
- 仁川石南中學
- 仁川乾地初等學校（朝鲜语：인천건지초등학교）

## 圖片

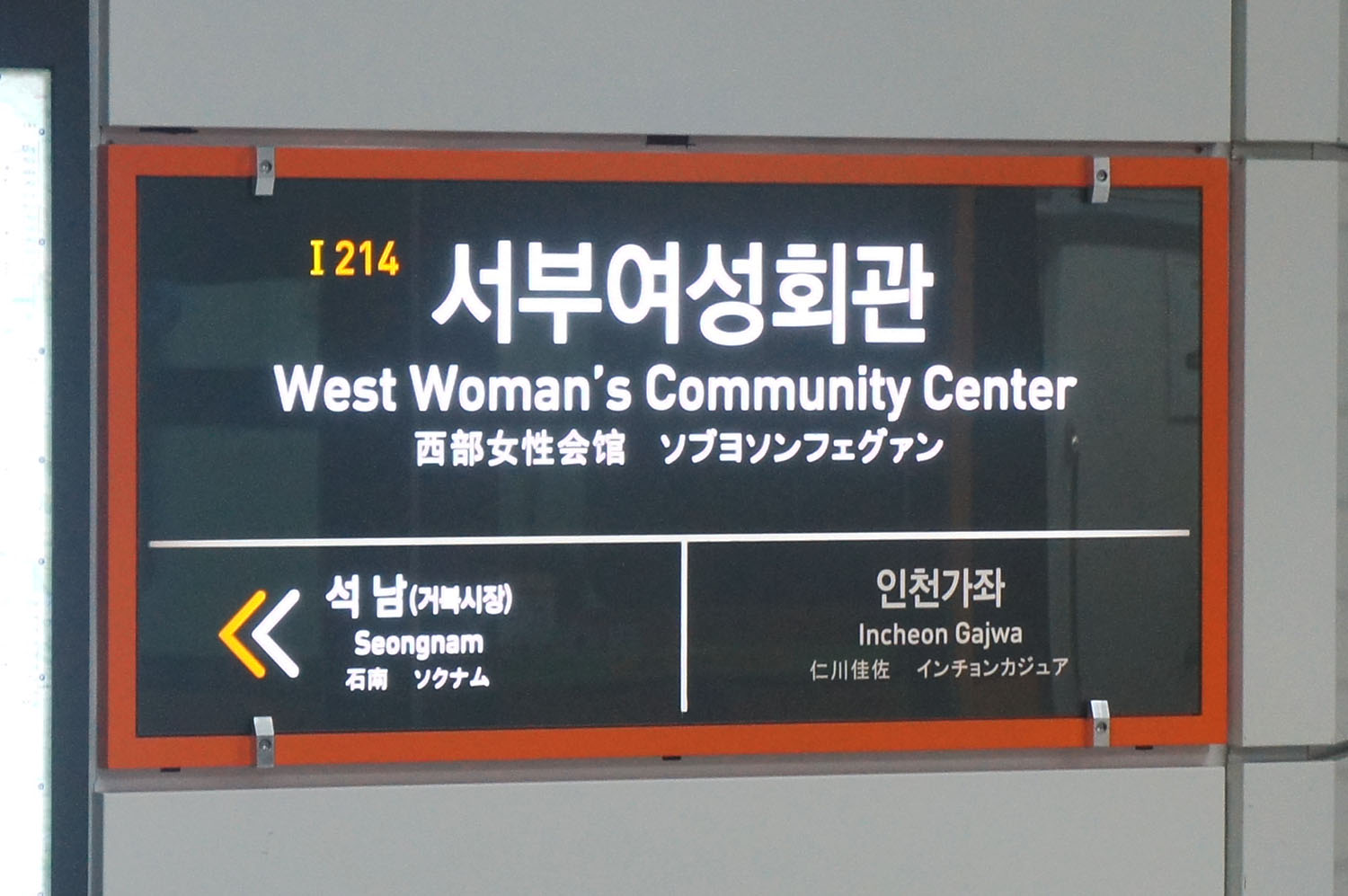
站名牌
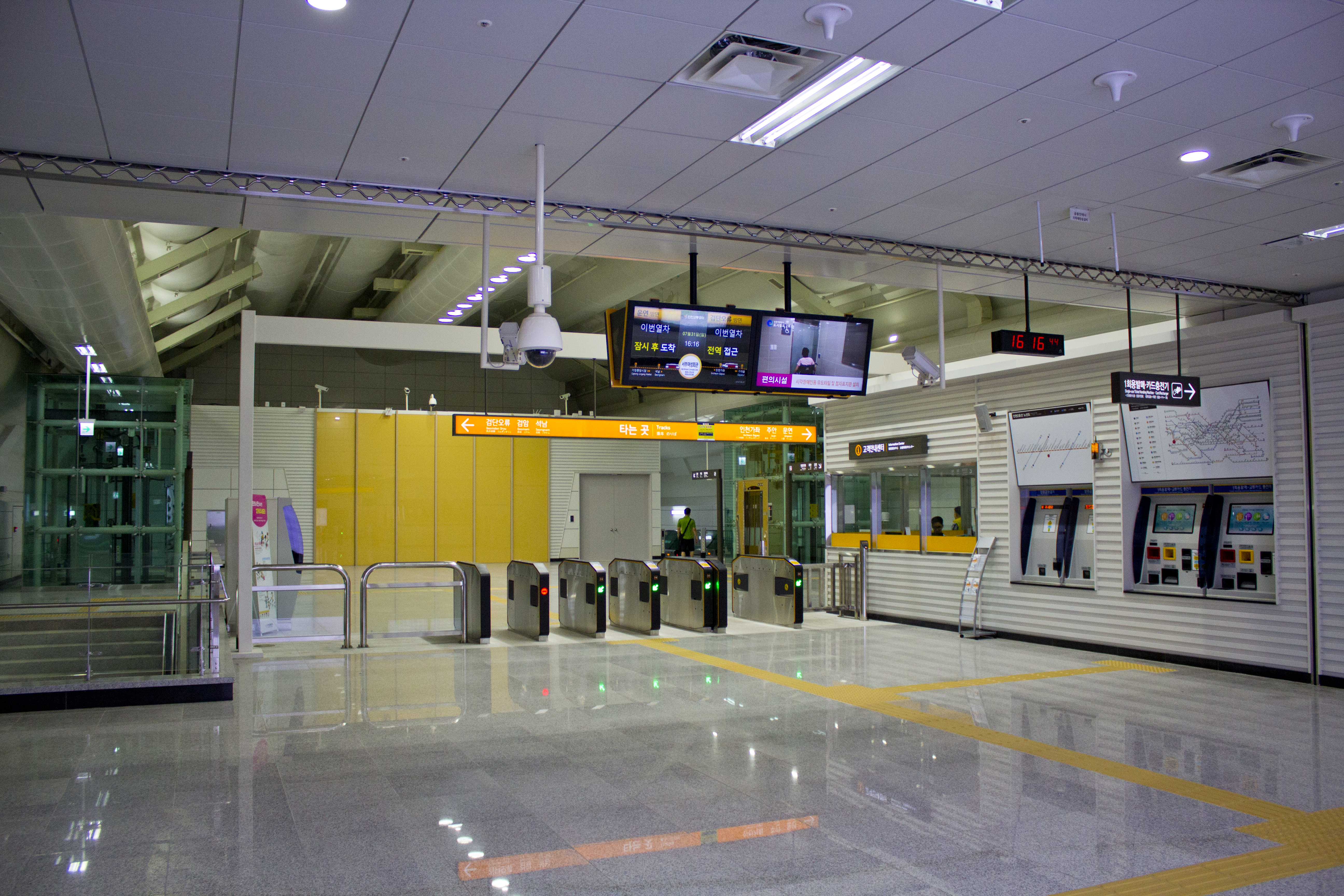
車站大廳
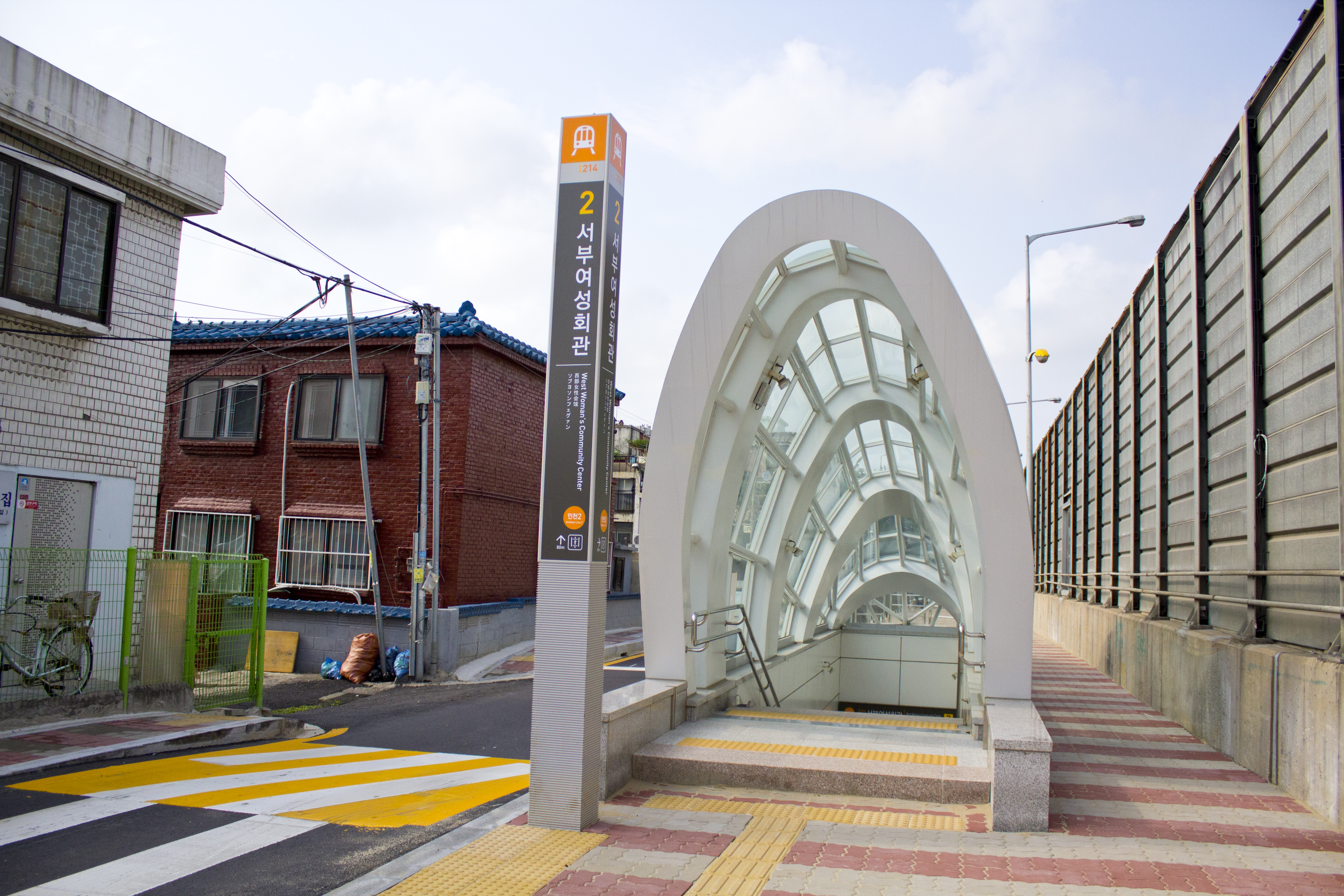
2號出口

## 相鄰車站
仁川交通公社
●仁川都市铁道2号线
石南（I213）－西部女性會館（I214）－仁川佳佐（I215）